# Криуши (Башкортостан)
Криуши (баш. Керәүеш) — село в Бирском районе Республики Башкортостан Российской Федерации. Входит в состав Калинниковского сельсовета.

## Этимология
Название села произошло от речки Керәүеш.

## География

### Географическое положение
Расстояние до:
- районного центра (Бирск): 25 км,
- центра сельсовета (Калинники): 2 км,
- ближайшей ж/д станции (Уфа): 71 км.

## Население
| 2002 | 2009 | 2010 |
| ---- | ---- | ---- |
| 37   | ↗56  | →56  |

### Национальный состав
Согласно переписи 2002 года, преобладающая национальность — русские (95 %).